# جو آن غرير
جو آن غرير (بالإنجليزية: Jo Ann Greer)‏ هي مغنية أمريكية، ولدت في 3 أبريل 1927 في اتلانتيك سيتي في الولايات المتحدة، وتوفيت في 24 مايو 2001.

## وصلات خارجية
- جو آن غرير على موقع IMDb (الإنجليزية)
- جو آن غرير على موقع ميوزك برينز (الإنجليزية)
- جو آن غرير على موقع أول ميوزيك (الإنجليزية)
- جو آن غرير على موقع ديسكوغز (الإنجليزية)